# Étrépilly (Seine-et-Marne)
Étrépilly település Franciaországban, Seine-et-Marne megyében. Lakosainak száma 813 fő (2022. január 1.). Étrépilly Puisieux, Trocy-en-Multien, Varreddes, Vincy-Manœuvre, Barcy, Chambry, Congis-sur-Thérouanne és Marcilly községekkel határos.

## Népesség
A település népességének változása:
| Lakosok száma | 858  | 880  | 893  | 889  | 864  | 844  | 825  | 822  | 813  |
|               | 2013 | 2015 | 2016 | 2017 | 2018 | 2019 | 2020 | 2021 | 2022 |